# Invalidenhauskirche

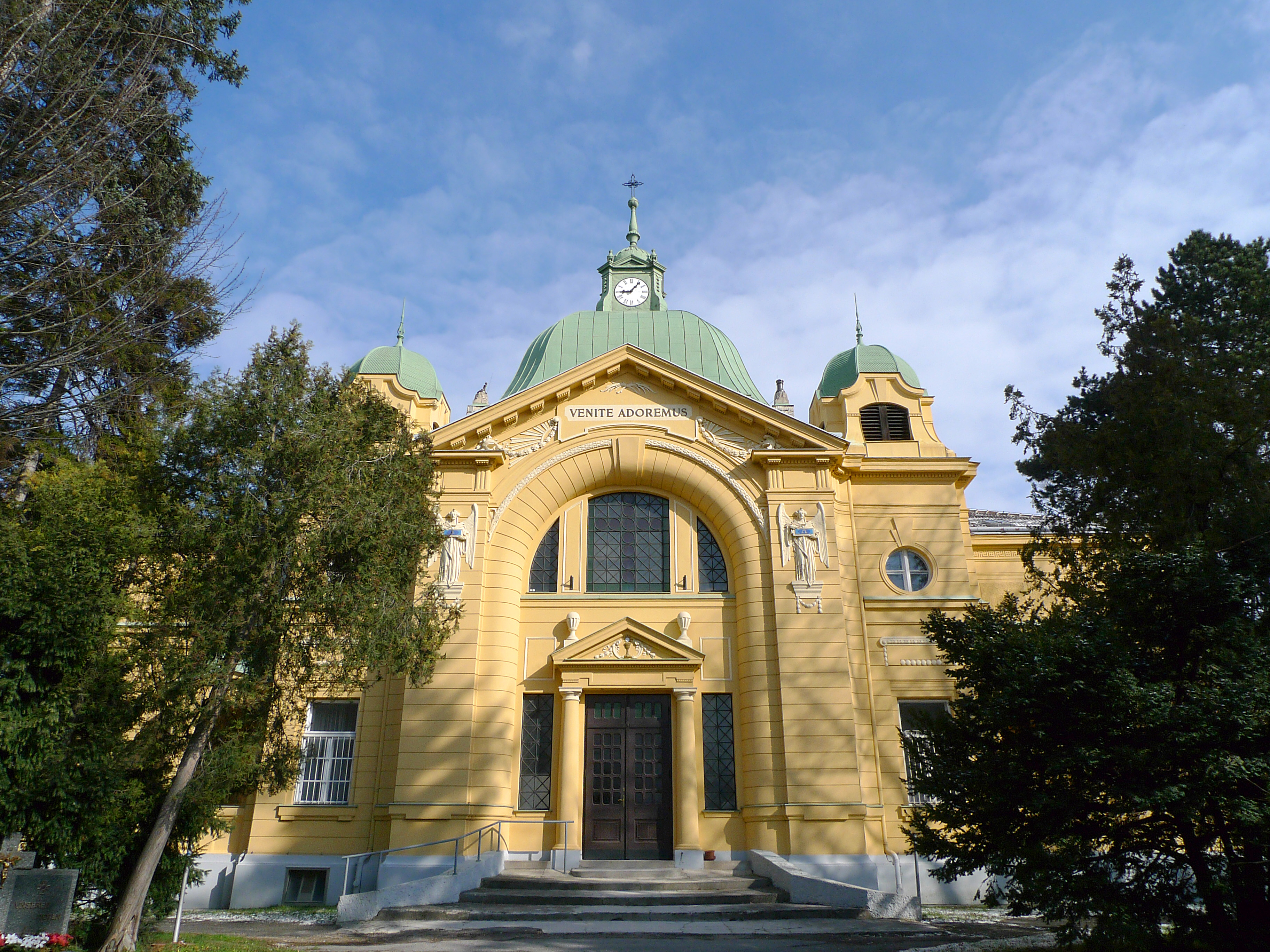
Invalidenhauskirche, Ansicht von Süden

Die Invalidenhauskirche ist ein nach Norden ausgerichtetes römisch-katholisches Kirchengebäude im Bezirksteil Speising im 13. Wiener Gemeindebezirk Hietzing an der Fasangartengasse 101. Die dem heiligen Johannes Nepomuk geweihte Kirche ist im Jugendstil mit historistischen Elementen erbaut. Sie ist Sitz der Militärpfarre Wien und steht gemäß Bescheid des Bundesdenkmalamtes als Teil der Gesamtanlage ehemaliges Invalidenhaus unter Denkmalschutz (Listeneintrag).

## Geschichte

### Vorgeschichte
Die Invalidenhauskirche ist zentraler Bau des ehemaligen Invalidenhauses, ihre Geschichte ist eng mit jener des Invalidenhauses verbunden.
Bis zum Jahre 1787 waren die Militärinvaliden in einer Versorgungsanstalt in der Alservorstadt untergebracht. Kaiser Joseph II. hatte im Jahre 1783 beschlossen, das in der Gegend der heutigen Invalidenstraße und des Bahnhofs Wien-Mitte im III. Wiener Gemeindebezirk gelegene Armenhaus nach entsprechender Erweiterung durch den Baumeister Josef Gerl als neues Invalidenhaus zu nutzen, sodass die Militärinvaliden 1787 in dieses neu adaptierte Gebäude übersiedeln konnten.
Nach 125 Jahren entsprach das Invalidenhaus nicht mehr den hygienischen Anforderungen und der Bauzustand hatte sich wegen der vorgenommenen Niveauerhöhung der Landstraßer Hauptstraße so weit verschlechtert, dass das Gebäude abgetragen werden musste. Der erforderliche Neubau sollte am Rand der Großstadt „im Grünen“ erfolgen.

### Bau- und Pfarrgeschichte
Das Kriegsministerium erwarb im März 1908 „am oberen Stranzenberg“ einen 33.000 m² großen Baugrund und beauftragte die Allgemeine österreichische Baugesellschaft mit der Errichtung des Neubaus. Planung und Bauaufsicht wurden dem Baugeneralingenieur Generalmajor Rudolf Gall, dem Militärbauingenieur Julius Hruschka und dem Architekten Hans Schneider übertragen, von dem die Pläne stammen.
Auf diesem Baugrund wurden inmitten einer Parkanlage in nur sechzehn Monaten elf Objekte im Pavillonstil errichtet: Sechs Objekte als Wohngebäude für die aus Offizieren, Unteroffizieren und Soldaten bestehende Mannschaft, das Spital, ein Leichenhaus, ein Stallgebäude mit einer Wagenremise, ein Glashaus und als Zentrum der Anlage das Objekt V. mit der Kirche, dem Ehrensaal und dem Offizierskasino. Das Stallgebäude mit der Wagenremise und das Glashaus existieren nicht mehr, sodass der Gesamtkomplex nur noch aus 9 Objekten besteht. In die Kirche und den angrenzenden Ehrensaal wurden zahlreiche Objekte aus dem alten Invalidenhaus übertragen, welche die heutige Ausstattung bilden. Die Anlage wurde am 3. Dezember 1909 ihrer Bestimmung übergeben und am 5. Mai 1910 erfolgte in Anwesenheit von Kaiser Franz Joseph I. die Weihe der Kirche durch Feldbischof Coloman Belopotoczky.
Wegen der oftmals abgehaltenen Feldgottesdienste mit anschließender Militärparade wurde der Bau mit relativ großem Presbyterium und ohne Kommuniongitter ausgeführt.
Betreut wurde die Invalidenhauskirche bis zum Ende des Ersten Weltkrieges im Jahre 1918 von Militärgeistlichen. Danach wurde das Invalidenhaus als Militärstiftungshaus weitergeführt und von Weltpriestern betreut. Im Jahre 1930 wurde eine Glocke angeschafft und 1934 erfolgte eine komplette Restaurierung des Gebäudes. Im Jahre 1938 wurde ein Kommuniongitter mit den vier Evangelistensymbolen auf Bronzetafeln angebracht, deren Entwurf von Hans Prutscher aus dem Jahre 1934 stammte.
Im Zweiten Weltkrieg wurde die Glocke als Metallspende des deutschen Volkes beschlagnahmt und eingeschmolzen. Von anderen Kriegseinwirkungen mit Ausnahme geringfügiger Beschädigungen der Kuppel durch Granatsplitter, die nach Kriegsende behoben wurden, blieb die Kirche weitgehend verschont.
Nach Kriegsende diente die Kirche den Bewohnern der Umgebung und den Bundesbediensteten, die in den zu Wohnungen umgebauten Räumlichkeiten der Pavillons wohnten, als Gotteshaus. 1947 wurde der dreistufige Aufgang zugebaut und 1949 eine neue Glocke angeschafft.
Am 1. Mai 1952 richtete Kardinal Innitzer eine Pfarrexpositur „St. Johann am Fasangarten“ ein, die durch Abtrennung und Zusammenlegung von Teilen der Pfarren Hetzendorf, Hietzing und Lainz entstand und am 1. Jänner 1955 zur eigenständigen Pfarre erhoben wurde. Die Invalidenhauskirche war damit Pfarrkirche. Diese Pfarre wurde 1967 in die Pfarre St. Hemma umgewandelt und übersiedelte in einen neuen Kirchenbau, die Pfarrkirche St. Hemma. Auch die beiden Glocken wurden von der Invalidenhauskirche nach St. Hemma transferiert. Von da an war die Invalidenhauskirche Filialkirche von St. Hemma.
Der Wunsch, die Invalidenhauskirche wegen ihrer Nähe zur damaligen Fasangartenkaserne (heute Maria-Theresien-Kaserne) und zur Fasangartensiedlung, die vorwiegend von Heeresangehörigen bewohnt wurde, der Militärseelsorge zu übergeben, ging seit 1961 von der Pfarre St. Hemma aus. Im Jahre 1984 führte ein Vorstoß des damaligen Militärprovikars Prälat Mag. Franz Gruber und des Militärkommandanten des Militärkommandos Wien, Karl Majcen schließlich zum Erfolg und die Übergabe des Objektes wurde von der Erzdiözese Wien eingeleitet.

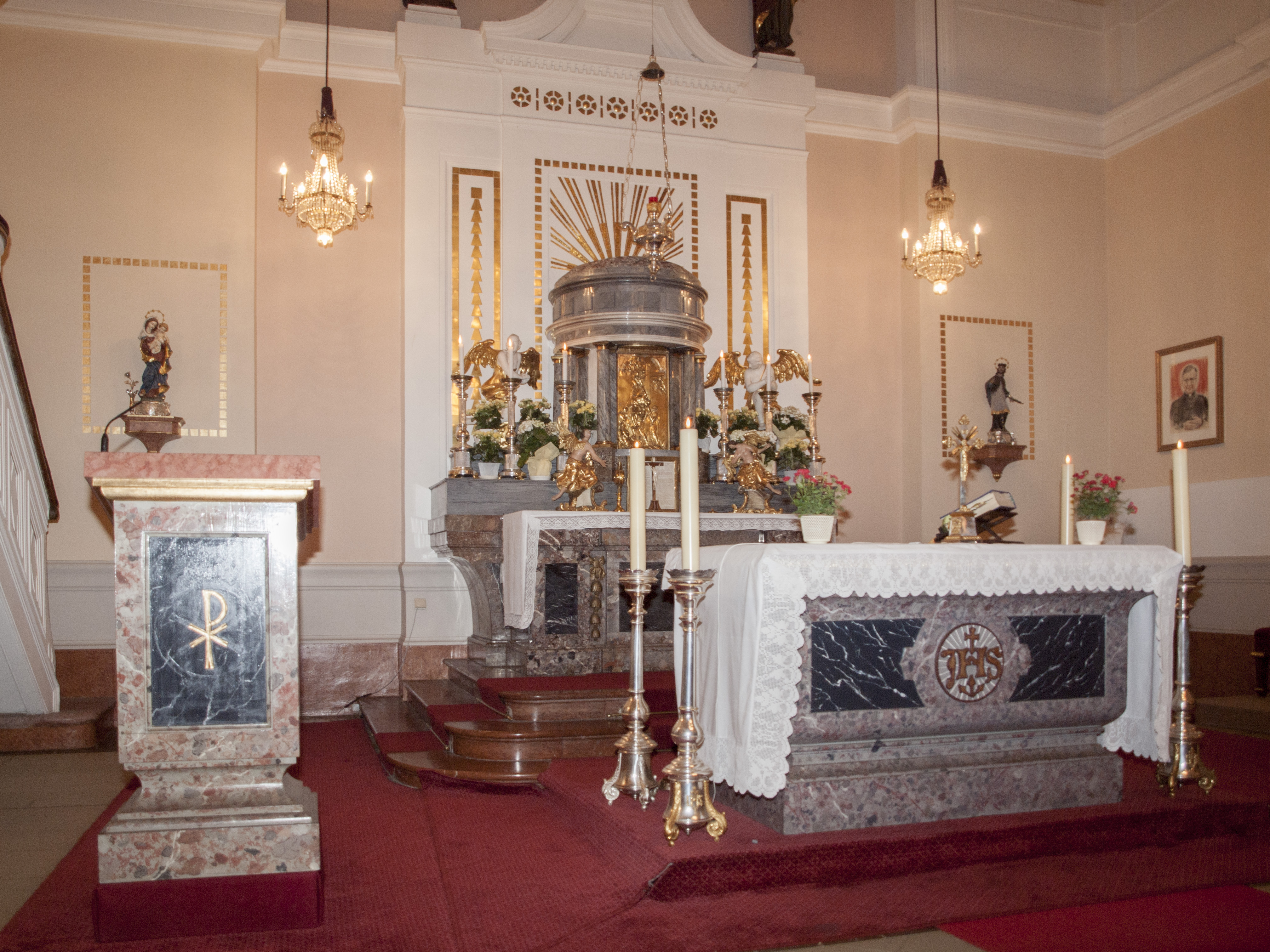
Hochaltar, Volksaltar und Ambo

Ab 1986 erfolgte eine umfassende Renovierung des Gebäudekomplexes, die unter Karl Majcen begann und im Jahre 1999 unter Karl Semlitsch ihren Abschluss fand. Zunächst wurde die Kirche außen renoviert und die Fassade gelb verputzt. Im Innenraum wurde das Kommuniongitter entfernt und der von den Werkstätten der Heereszeugsanstalt gefertigte Volksaltar aufgestellt, auf den die Tafeln mit den Evangelistensymbolen vom Kommuniongitter übertragen wurden.
Seit 1. Jänner 1987 ist die Invalidenhauskirche Militärpfarrkirche „St. Johann Nepomuk“ des Militärkommandos Wien. In den Räumlichkeiten des ehemaligen Offizierskasinos hat die Militärpfarre Wien ihnen Sitz.
Im Jahre 2010 fand die 100-Jahr-Feier mit dem Apostolischen Nuntius von Österreich, Erzbischof Peter Zurbriggen, statt.

## Baubeschreibung

### Außen
Die Kirche mit Anklängen an den sezessionistischen Stil ist ein freistehender Zentralbau mit monumentalem Kuppelhelm. Zur im Süden liegenden genuteten Hauptfassade führt eine Freitreppe, hinter dem überkuppelten Mittelrisaliten ragt der von einer Laterne mit Turmuhr und Kreuz bekrönte Kuppelhelm auf. Die Fassade ist von einem großen Rundbogen zusammengefasst, in dem sich ein Ädikulaportal mit toskanischen Halbsäulen und ein Thermenfenster befinden. Im Giebeldreieck über dem Fenster ist die Inschrift „VENITE ADOREMUS“ angebracht. An den beiden rahmenden Lisenen befindet sich jeweils ein secessionistisches Engelrelief. Der Mittelrisalit wird durch zwei kuppelbekrönte Türmchen flankiert.

### Innen
Im Inneren ist die Kirche ein Zentralraum mit Pendentifkuppel, an den im Osten der patriotische Ehrensaal und im Norden und Westen das ehemalige Offizierskasino angebaut ist.

## Ausstattung

### Kirche

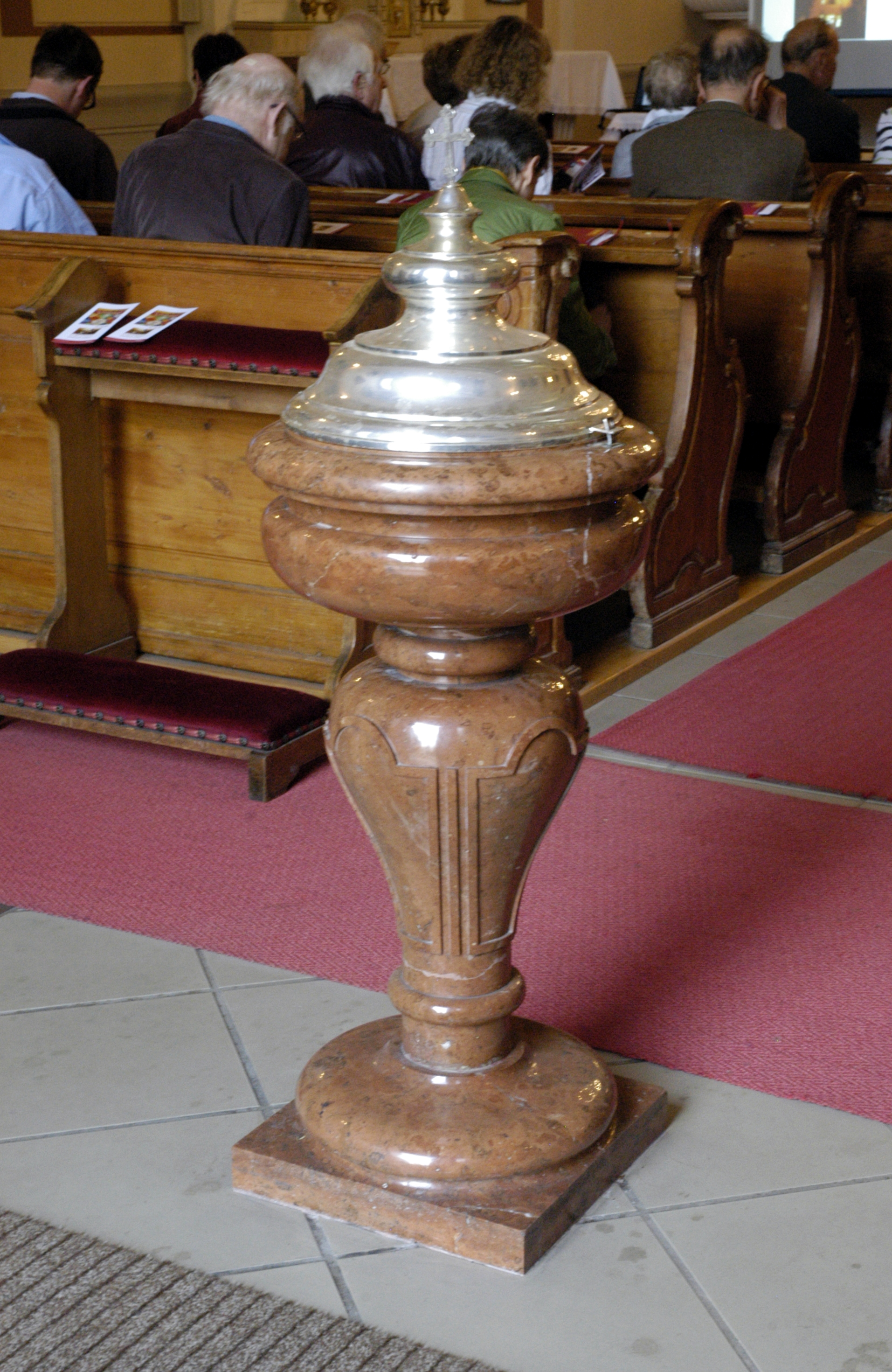
Taufstein beim Eingang zur Kirche

Beim Betreten der Kirche fällt der im Mai 1990 am Beginn des Mittelganges aufgestellte renovierte Taufstein auf.
Zu beiden Seiten des Einganges sind Weihwasserbecken mit darüber liegenden Ädikulanischen, in denen Statuen stehen: Links der heilige Antonius, rechts der heilige Judas Thaddäus.
Aus der alten Invalidenhauskirche stammt das barocke Altarbild des linken Seitenalters, das den Tod des heiligen Franz Xaver darstellt. Über dem Tabernakel steht eine Reliquienmonstranz mit einer Reliquie von Kaiser Karl aus der Hand des Kärntner Goldschmiedes und Restaurators Guido Kapsch. Sie wurde nach einer Idee des ehemaligen Militärdekans Johann Dulla aus Granatsplittern gefertigt, die von Soldaten des Österreichischen Bundesheeres während ihres Aufenthaltes auf dem Golan im Rahmen des UNTSO-Einsatzes gesammelt wurden.
Gegenüber diesem Seitenaltar bildet eine mit militärischen Emblemen versehene Tür an der rechten Seite des Kirchenraumes den Zugang zum Ehrensaal. Über der Tür ist eine Kartusche mit dem Wahlspruch „Christus pax nostra“ des Militärbischofs Christian Werner, der an die Renovierung im Jahre 2002 unter Christian Werner erinnert. Über der Tür hängt ein Marienbild, das ein Geschenk des Kaiserhauses war.

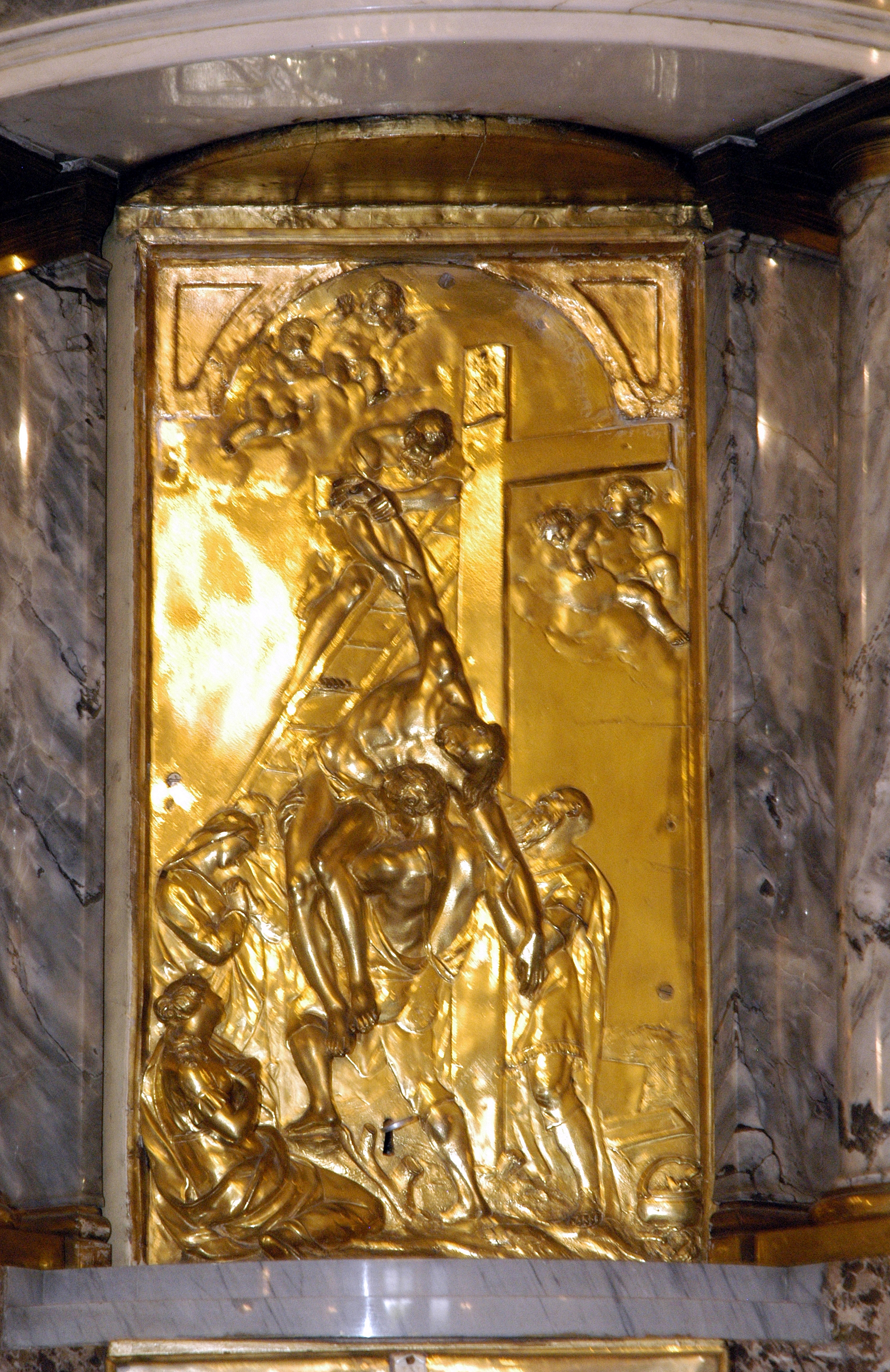
Tabernakeltür mit Relief Kreuzabnahme

Auf dem Kanzelkorb befinden sich drei ovale Ölgemälde von Adelheid Malecki (1882–1949) aus dem Jahre 1929. Sie zeigen den leidenden Christus begleitet von Darstellungen Mariens und Johannes des Täufers.
Am Hochaltar sind Objekte aus der Invalidenhauskirche im III. Bezirk, insbesondere das feuervergoldete Relief Kreuzabnahme an der Tabernakeltür von Georg Raphael Donner aus dem Jahre 1735. An der Innenseite ist der Tabernakel mit „1819“ bezeichnet. Rechts neben dem Hochaltar ist eine barocke Konsolstatuette des heiligen Nepomuk, an der linken Seite des Hochaltars ist eine Konsolstatuette der Madonna mit dem Kind. Beide Statuetten sind von Jugendstilrahmungen an der Wand umgeben. In der rechten vorderen Ecke des Kirchenraumes steht eine von Hans Schwathe gefertigte Büste von Kaiser Karl, dem letzten Kaiser von Österreich, der 2004 seliggesprochen wurde.
Auch befinden sich in der Kirche bemerkenswerte secessionistische Radleuchter.

### Ehrensaal

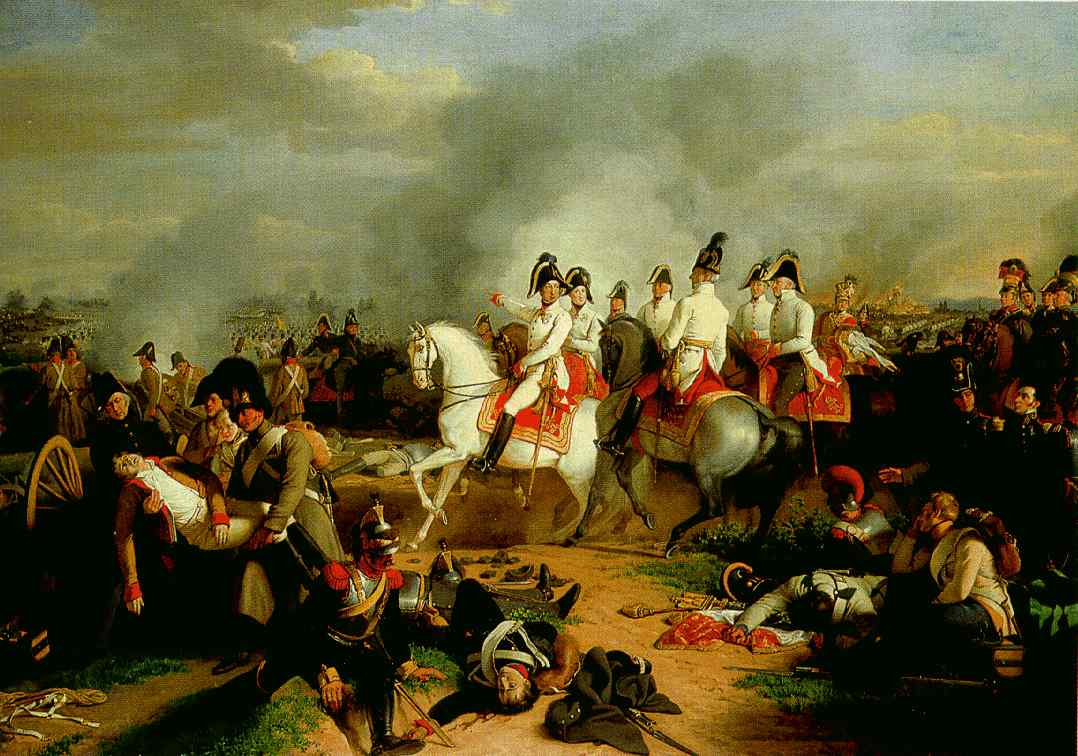
Erzherzog Karl mit seinem Stab in der Schlacht bei Aspern

Der im Osten angebaute Ehrensaal wird von zwei monumentalen Gemälden an beiden Stirnseiten dominiert. An der Südseite hoch zu Ross „Feldmarschall Radetzky nach dem Sieg bei Leipzig“ und an der Nordseite „Erzherzog Karl mit seinem Stab in der Schlacht bei Aspern“. Es handelt sich dabei um Kopien zweier Auftragswerke von Johann Peter Krafft für das alte Invalidenhaus, deren Originale im Wiener Heeresgeschichtlichen Museum aufbewahrt werden, weil die Originale für die neuen Räumlichkeiten zu groß waren.
Früher waren hier auch Andenken an den alten Feldmarschall sowie seine Totenmaske und der Sterbestuhl aufbewahrt. Über dem Eingang zur Kirche ist eine Darstellung Kaiser Joseph II. und zu beiden Seiten des Einganges stehen acht Büsten bedeutender Männer der Österreichischen Geschichte aus dem alten Invalidenhaus: Prinz Eugen, Montecuccoli, Starhemberg, Baden-Baden, Khevenhüller, Daun, Laudon und Lacy.
Über den Büsten hängen vier Gemälde aus dem alten Invalidenhaus. Links vom Eingang die Bilder der Erzherzöge Karl und Albrecht und auf der rechten Seite ein zweites Porträt von Erzherzog Karl und eine Darstellung des ehemaligen Invalidenhauses.
An der gegenüberliegenden Wand sind zwei Bilder von Kaiser Franz Josef. Das linke Bild aus dem Jahre 1853 stellt den jungen Kaiser dar. Es hat einen Rahmen aus der gleichen Zeit mit einer Bekrönung, die einen Doppeladler und eine Krone zeigt. Rechts davon hängt ein Bild des Kaisers von Theodor Breitwieser aus dem Jahre 1909, dessen Rahmen sich an jenem des ersten Bildes orientiert und der von einem Monogramm des Kaisers bekrönt wird.